# Intercom (telecomunicazioni)
Nel campo delle telecomunicazioni, intercom è un modo comune di indicare i sistemi che permettono a più persone di comunicare tra di loro. Viene impiegato in tutte quelle situazioni dove è necessaria la comunicazione verbale, ma solo alcune persone devono parlare tra di loro in un dato momento. Viene anche usato dove la distanza o il rumore circostante richiedono l'adozione di sistemi di amplificazione della voce.

## Ambiti di utilizzo
Un impianto di comunicazione amplificata trova impiego in molti ambienti. In senso generale, anche un semplice sistema di annunci pubblici è un tipo di intercom. Si pensi alla diffusione sono di centri commerciali, grandi magazzini e supermercati. Tuttavia, un intercom vero e proprio consente la comunicazione bidirezionale.

### Ambienti militari
A bordo di navi o sommergibili è necessario un sistema di intercomunicazione per permettere al personale di parlarsi a vicenda.
Anche a bordo di carri armati, data la rumorosità, e spesso necessario un sistema di amplificazione della voce, spesso integrata con il sistema radio.
A bordo di aeroplani, i piloti comunicano tra di loro e verso il controllo del traffico aereo tramite intercom, e le comunicazione sono registrate dal cockpit voice recorder.

### Usi civili
Applicazioni che richiedono la presenza di molti operatori impiegano sistemi di intercomunicazione, per esempio il Controllo del traffico aereo e le sale controllo di centrali nucleari.

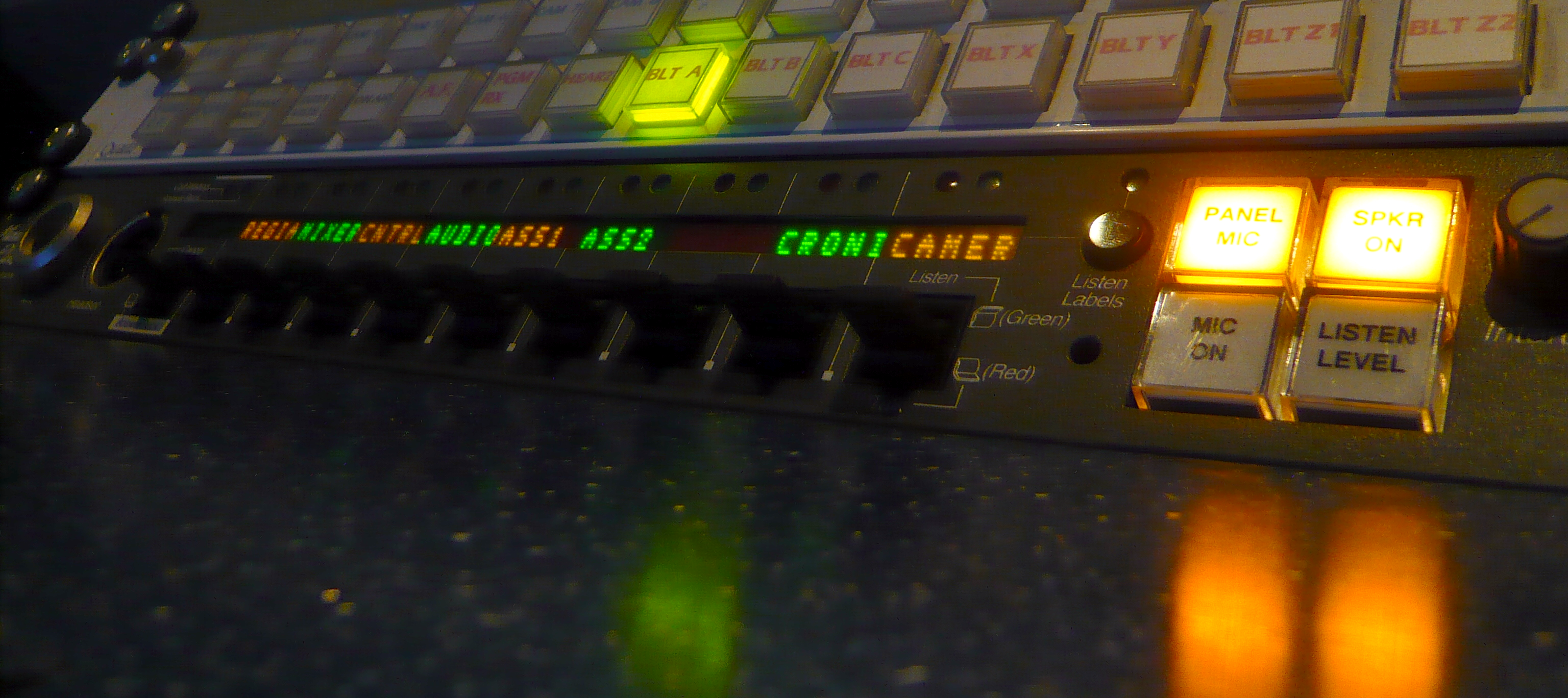
Un pannello intercom di una regia televisiva.

#### Centri di produzione televisiva
L'impiego in un centro di produzione televisivo rappresenta uno degli ambiti di utilizzo più specifici dell'intercom. La progettazione di questo sistema può influenzare notevolmente la stessa qualità del lavoro svolto.
All'interno di una singola regia, fissa o mobile, l'intercom connette tutte le postazioni di lavoro, consente a tutti gli operatori di interagire con il regista. Spesso, l'intercom permette anche l'instradamento di comunicazioni sul segnale di ritorno audio e verso attori o presentatori.
Nell'ambito di un centro di produzione, l'impianto intercom  può diventare molto complesso, dovendo permettere la comunicazione diretta (ossia non di tipo telefonico) tra più sale, tra piani diversi dell'edificio e anche tra sedi diverse, magari in più città, della stessa stazione. Inoltre, l'intercom va programmato per comunicare con le diverse regie esterne necessarie alla realizzazione del prodotto televisivo, se ve ne fossero.

## Aspetti tecnici
Dal punto di vista concettuale, si possono distinguere due tipi di intercom, quello a canali e quello punto-punto.

### Il concetto di intercom a canali
L'intercom a canali è concepito in base alla suddivisione degli utenti in diversi canali di comunicazione. Come astrazione, è paragonabili a una chat IRC, dove un messaggio in un canale è visibile da tutti gli utenti di quel canale. Allo stesso modo, chi parla su un canale (ogni singolo canale è chiamato anche party-line) parla con tutti gli utenti di quel canale, e si pone in ascolto su di essi. Due canali diversi non possono comunicare tra di loro.
Come esempio pratico, il regista di una trasmissione televisiva può parlare con gli operatori di ripresa sul canale A e con l'assistente di studio sul canale B, gli operatori e l'assistente non potranno parlarsi a vicenda.

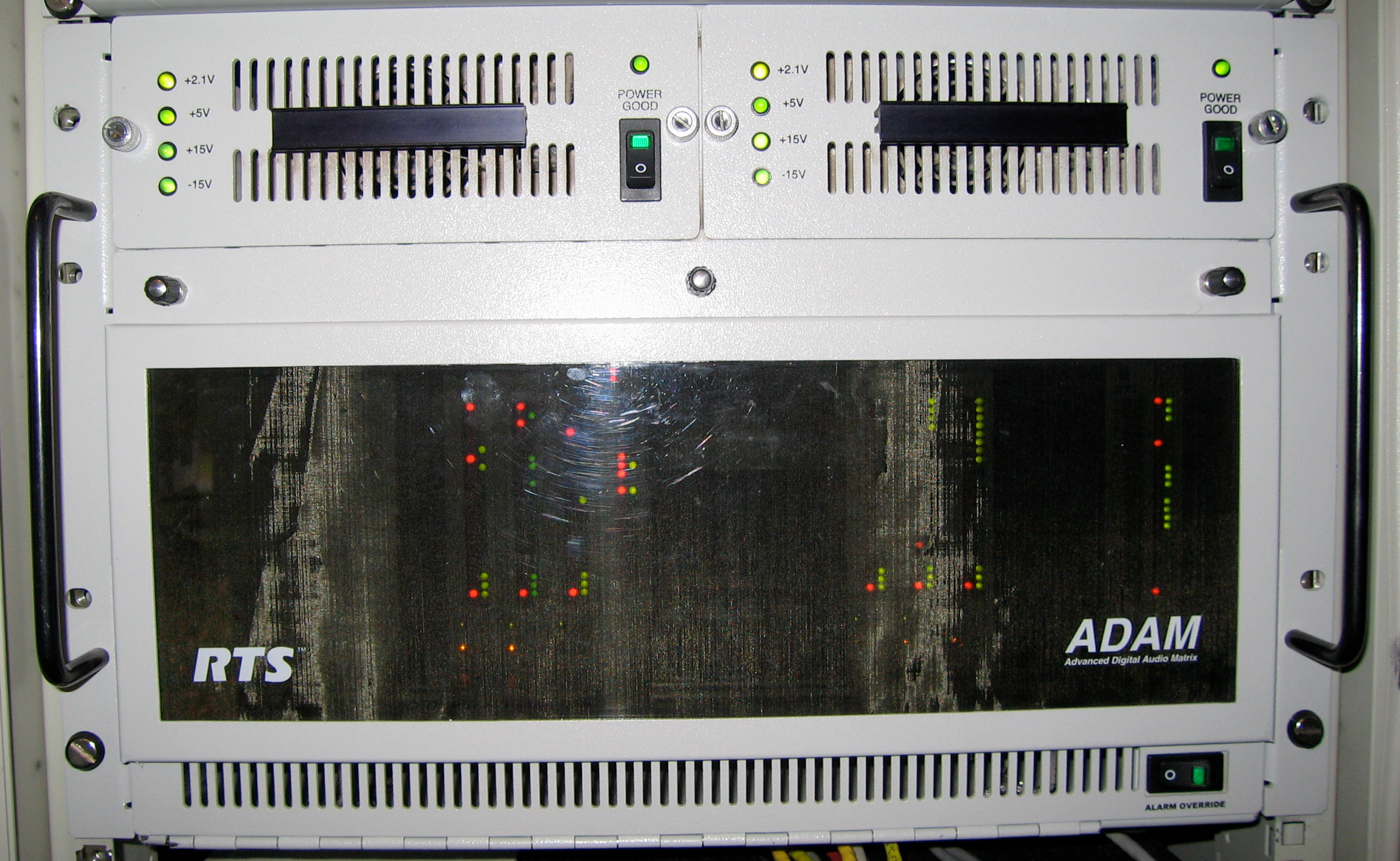
Un sistema intercom punto-punto a 4 fili della Telex.

### Il concetto di intercom punto-punto
L'intercom punto-punto prevede una serie di postazioni indipendenti, interconnesse tra di loro di volta in volta in base alle preferenze dell'operatore. Tornando all'esempio di cui sopra, per esempio, tutte le postazioni che sono configurate come in grado di aprire una comunicazione con gli operatori di ripresa possono farlo in qualunque momento: il lato ricevente potrà interagire con tutte queste postazioni. L'assistente di studio è un punto differente, ma non un canale differente, e quindi potrà a sua volta comunicare con gli operatori, se necessario e se la sua postazione è configurata per farlo.
In pratica, l'intercom punto-punto permette a ogni postazione di interagire in un canale separato con ogni altra postazione, cosa molto utile nelle produzioni televisive complesse.
L'intercom punto-punto prevede una distinzione delle postazioni in base al loro tipo, per esempio:
- Stazioni: sono pannelli a cui sono assegnabili alcune delle postazioni previste.
- Party-line: postazioni più semplici, connesse tramite una linea audio bilanciata a 2 fili, trattate come se fossero sezioni di intercom a canali.
- Interfacce audio: il segnale audio in uscita dall'intercom viene gestito come se fosse un normale segnale audio, in grado di pilotare cuffie, auricolari e impianti di diffusione.
- ibridi: permettono di interfacciare l'intercom a una linea telefonica commutata. Questo permette di usare una linea telefonica per connettere due intercom lontani oppure per dialogare con un telefono.
- Push-to-talk: il segnale dell'intercom, quando attivato verso questa destinazione, provvede ad azionare un relè che abilita un dispositivo in trasmissione. Si usa per esempio per ricetrasmittenti.

.

### Interfacce ausiliare
L'intercom è spesso integrato con l'audio. In uno studio televisivo, per esempio, i segnali provenienti dall'intercom vengono spesso sovrapposti ai ritorni audio. Inoltre, l'uscita audio dello studio entra nell'intercom e può essere ascoltata da chi lo usa, con un volume regolabile a parte.

## Intercom a due e quattro fili
Come concetto, l'intercom è molto simile a un sistema di telefonia. Per questo in origine si è sviluppato attorno ad un tipo di cablaggio a 2 fili, in cui la stessa linea bilanciata è utilizzata sia per trasmettere che per ricevere. Questo tipo di connessione è molto semplice da gestire e permette cablaggi economici, a fronte di potenziali interferenze e di una qualità peggiore dell'audio.
Il cablaggio a 4 fili, per contro, utilizza due linee bilanciate per ogni connessione, ognuna delle quali è monodirezionali. Questo permette una qualità migliore ed una separazione ottimale delle due comunicazioni.

## Tipi di cablaggio

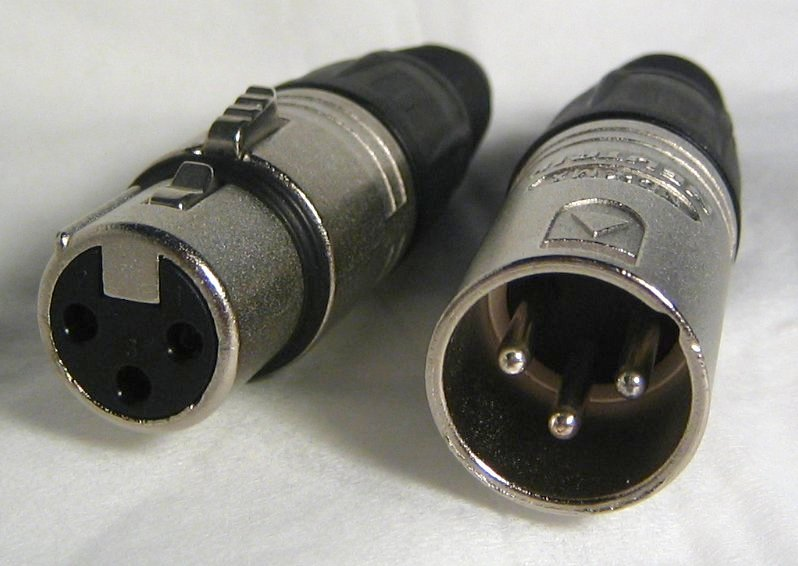
Connettori a 3 poli XLR di impiego comune per linee intercom a 2 fili.

La maggior parte degli intercom a canali usano le stesse connessioni in uso per i segnali audio, con linea bilanciata e connettore XLR tripolare. La linea di schermatura viene usata da alcuni modelli per fornire alimentazione alle stazioni remote.
Gli intercom a punti sono invece di solito del tipo a 4 fili, e a seconda del costruttore impiegano cavi ISDN, cavi ethernet o anche cavi coassiali a 75 Ω per interconnettere i pannelli; sono anche usati dei semplici cavi multipolari. Si noti che l'uso di un certo cablaggio non comporta però l'automatica adesione a uno degli standard che solitamente lo impiegano. Se è possibile utilizzare più di un tipo di cavo, la scelta di questa dipende da considerazioni relative alla distanza, alle problematiche di messa in posa e alla possibile integrazione con un cablaggio già esistente.
Gli intercom più moderni implementano un protocollo VoIP per l'audio, anziché la connessione fisica.